# برايان لابون
برايان لابون (بالإنجليزية: Brian Labone)‏، من مواليد 23 يناير 1940، وتوفي في 24 أبريل 2006، لاعب كرة قدم إنجليزي سابق.
لعب مع منتخب إنجلترا لكرة القدم.

## مسيرته الكروية
لعب برايان لابون خلال مسيرته الاحترافية مع نادِ واحدٍ في خمسة عشر موسمًا وسجل خلالها هدفين إثنين ضمن 451 مباراة. حيث فاز في موسم واحد بالكأس وفي موسمين بالدوري.
خاض برايان لابون مسيرته مع نادي إيفرتون في موسم 1957–58 ليلعب معه خمسة عشر موسمًا، مشاركًا في 451 مباراة سجّل خلالها هدفين.

## روابط خارجية
- برايان لابون على موقع قاعدة بيانات كرة القدم.إي يو (الإنجليزية)
- برايان لابون على موقع ناشيونال فوتبول تيمز (الإنجليزية)